# سيارة عيش

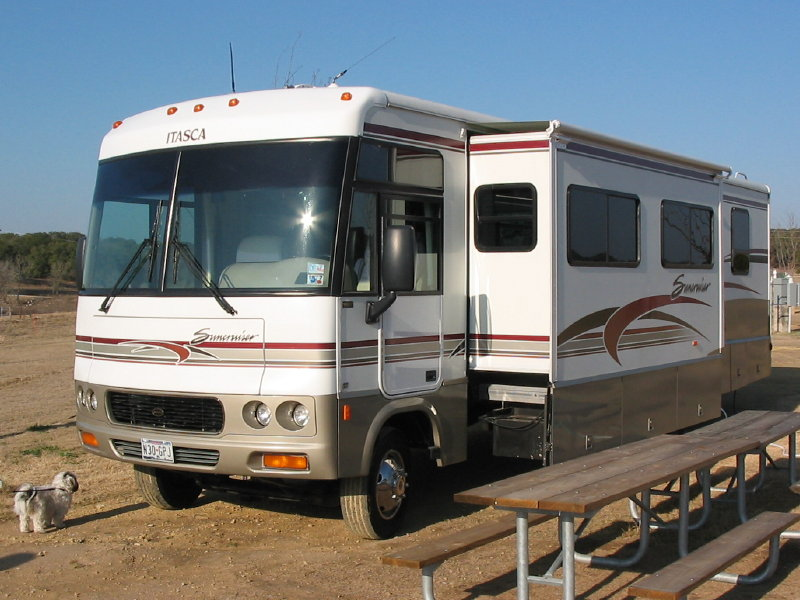
عربة عيش من نوع فئة A متنقلة مع أرضيات تنزلق للخارج

سيارة عيش بالإنجليزية، Recreational vehicle أي السيارة التي يمكن العيش داخلها، وتسمى أيضًا كرفان.
وهي سيارة معروفة بشكل واسع في أمريكا الشمالية، تختلف على المدى المعتاد للسيارة، وهي عربة أو مقطورة مجهزة بمساحة تشمل بعض وسائل عيش الحياة اليومية، وبعض وسائل الراحة الموجودة في المنزل. 
وتوجد لها عدة تعريفات تختلف حسب المنطقة، بما في ذلك «قافلة» أو «عربة فان» أو «متنقلة» أو عربة كرفان.

## معرض صور

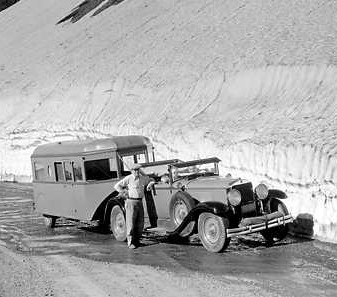
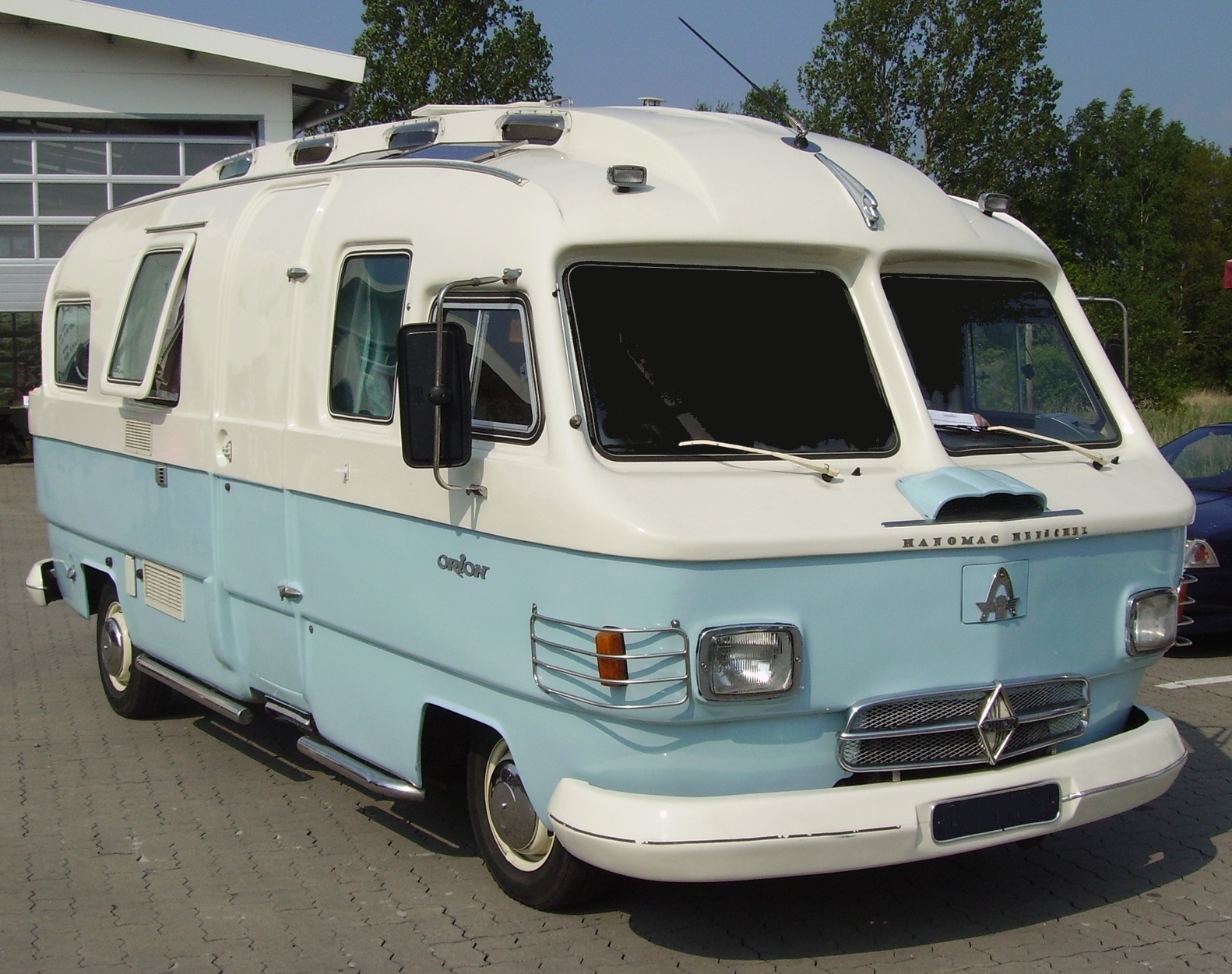
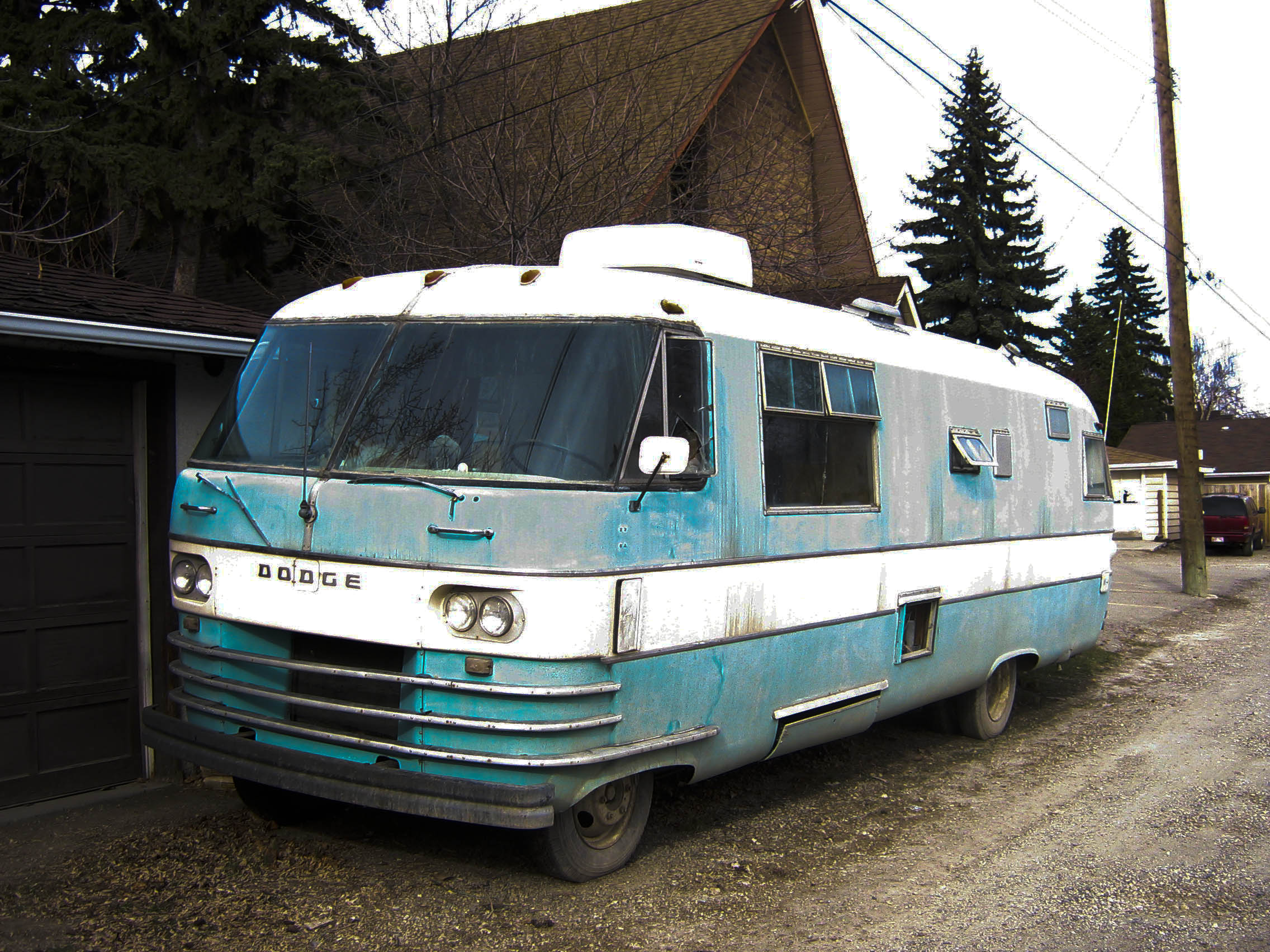

## وصلات خارجية
Recreational vehicles على مشروع الدليل المفتوح